# Peptococcus
Peptococcus es un género de bacterias de la familia Peptococcaceae.

## Características
Células esféricas, móviles o inmóviles. No forman endosporas. Quimioheterotróficas, anaeróbicas, capaces de fermentar productos de descomposición de proteínas. Gram positivas.

## Enfermedades asociadas
Las especies del género son parte del microbioma humano, especialmente las bacterias que forma la flora intestinal. Forman parte de la flora de la boca, el tracto respiratorio y el intestino grueso.
La mezlocilina es un antibiótico eficaz contra las especies de Peptococcus.

## Especies
Peptococcus niger Hall (especie tipo) es la única especie que queda en el género. Todas las demás especies se han trasladado al género Peptostreptococcus.